# Ев (вагон метро)
Ев («Е венгерский») — тип вагона метрополитена, созданный на базе вагона типа «Еж», и поставлявшийся в Будапештский метрополитен.

## История
В 1966 году началось проектирование вагонов. В их конструкции необходимо было учесть специфические требования Будапештского метрополитена, в частности, изменение ширины колеи. Очень напряженно пришлось поработать конструкторам бюро тележек. Конструкторы старались устранить недостатки, выявленные на тележках вагонов типа «Е». В то же время параллельно разрабатывался вагон типа «Еж» и было решено делать вагон типа «Ев» на его основе. Фактически этот вагон представлял экспортную версию вагона «Еж» для Будапешта. Первые 4 опытных вагона типа «Ев» были отправлены в Будапешт в 1967 году. Первая серийная партия вагонов «Ев» ушла в Венгрию в 1969-70 годах.
В апреле 1970 года в день 25-летия освобождения Венгрии от фашистских захватчиков вошла в строй вторая линия метрополитена Будапешта. А в 1971 году поступил повторный заказ из Венгерской Народной Республики — до конца марта 1972 года необходимо было изготовить 36 вагонов. Уже в феврале с завода ушел первый состав из 11 вагонов «Ев». Все они были приняты с хорошей оценкой, причём было отмечено, что качество их, по сравнению с первой партией вагонов, стало лучше.
В 1971 году в тоннелях Московского метрополитена проходили испытания 2 опытных вагона типа «Ер». Их созданию предшествовали большие научно-исследовательские и опытно-конструкторские работы.
Позднее на базе вагонов «Еж3» была создана и венгерская модификация, получившая индекс «Ев3».
В 2000—2003 годах 45 старых вагонов типа «Ев» были модернизированы в тип «Ев/А». В ходе модернизации салон приобрел розовато-красную расцветку, а также произведена замена порученей на щековинах (аналогичным на 81-717.5/714.5) с добавлением стеклянных заглушек над ними. Более половины модернизированных вагонов не имели кабин машиниста, что сделано для увеличения пассажировместимости.
Планировалось поэтапное списание вагонов типа «Ев». Первые вагоны были списаны в 2000 году, вторая партия в 2006 году. В 2010 году планировалось списать все оставшиеся вагоны типа «Ев» и заменить их новыми вагонами. Однако сроки списания сдвинулись и лишь начиная с июня 2012 года вагоны типа «Ев» и «Ев/А» на линии М2 активно заменялись новыми вагонами Alstom Metropolis. Последний состав на основе вагонов «Ев/А» выведен из эксплуатации 30 апреля 2013 года. Последний состав типа «Ев3» был выведен из эксплуатации 19 января 2018 года. С 2016 по 2018 год они направлялись обратно на «Метровагонмаш» для прохождения модернизации наряду с более новыми составами моделей 81-717.2/81-714.2 и 81-717.2М/81-714.2М в вагоны типа 81-717.2К/81-714.2К. После модернизации головные вагоны получили нумерацию от № 600, промежуточные — от № 6000. В депо «Feher» осталось 4 вагона типа «Ев», для сохранения в качестве музейных, в депо «Koer utca», осталось 6 вагонов «Ев3», из которых создан 6-вагонный музейный состав.